# Joan As Police Woman
Joan As Police Woman, artiestennaam van Joan Wasser (Biddeford, 26 juli 1970), is een singer-songwriter, violiste en gitariste die haar basis heeft in New York. Haar stijl is te omschrijven als een mix tussen soul en blues.
Wasser was in 1997 de verloofde van Jeff Buckley, maar Buckley stierf tijdens de verlovingsperiode.

## Geschiedenis

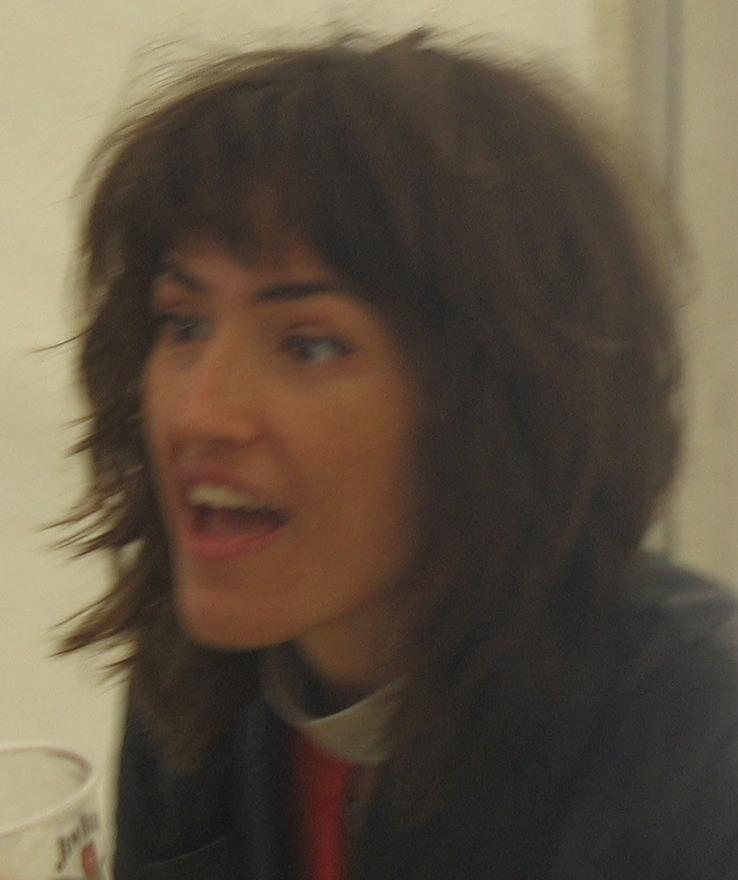
Joan As Police Woman (Joan Wasser) in 2006

Voordat Wasser solo ging als Joan As Police Woman speelde ze viool in de relatief onbekende rockband The Dambuilders uit Boston. Vanaf 2000 ging Joan meer en meer solo optreden om haar eigen nummers ten gehore te kunnen brengen, en daarmee groeide ook haar succes. Vanaf 2003 zocht ze ook een band om haar heen en noemt ze zich Joan As Police Woman. Deze naam is volgens Wasser een verwijzing naar de politieserie Police Woman uit de jaren zeventig. Angie Dickinson speelt daarin "Pepper" Anderson. Joan had eens net zulk blond haar als zij en ze droeg dezelfde soort strakke broeken, zodat al haar vrienden Wasser met haar gingen vergelijken. In 2006 kwam haar eerste album uit, dat Real Life heette. In dat jaar toerde ze onder meer door Europa, waar ze onder andere de festivals Lowlands en Pukkelpop aandeed. In 2008 volgde het tweede album, To Survive.
Daarnaast zong en speelde Wasser viool in de New Weird America-band Antony and the Johnsons, eveneens uit New York.

## Band

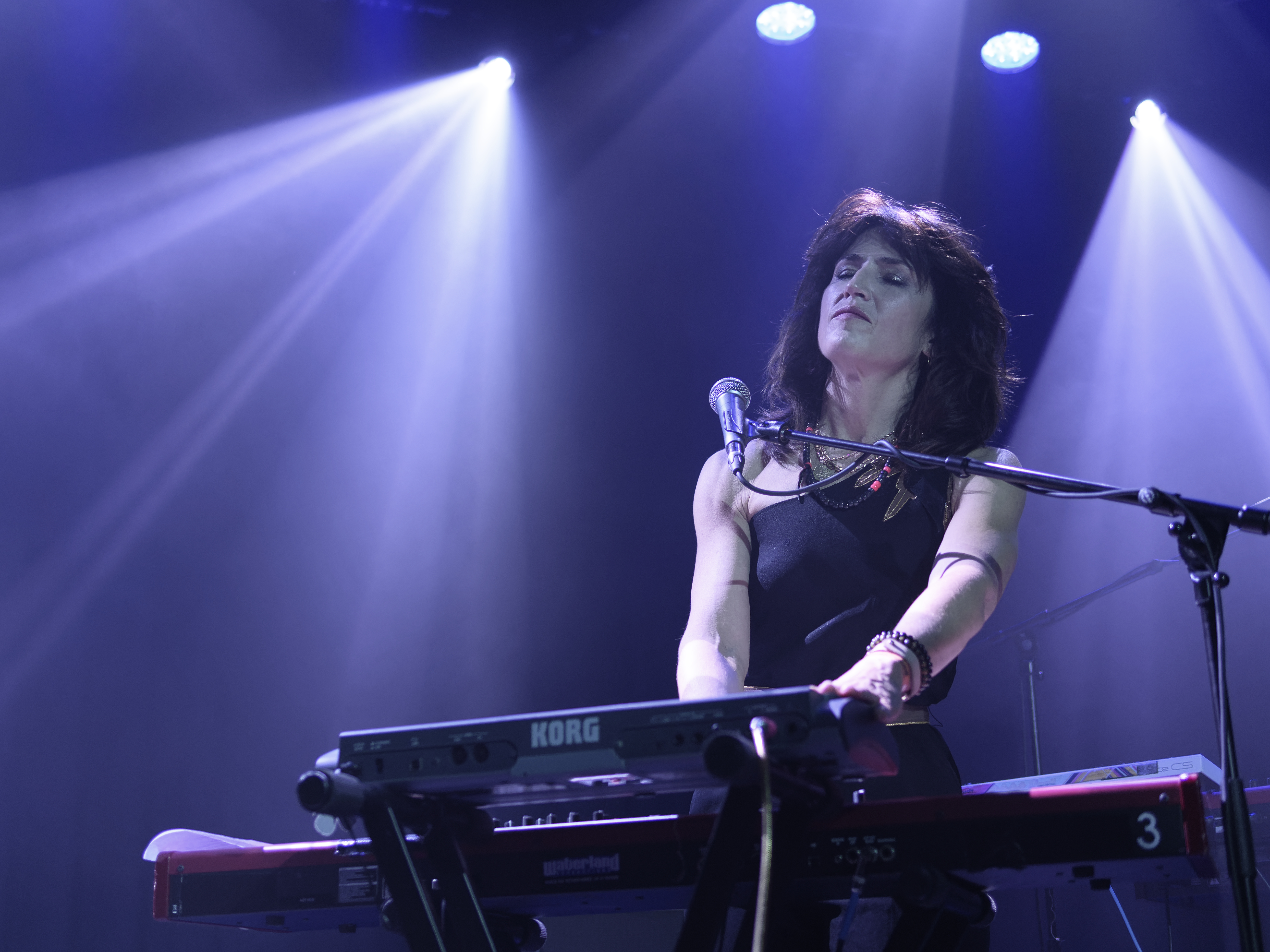
Joan As Police Woman in 2018 in De Helling in Utrecht

Joan Wasser heeft een vaste begeleidingsband, die af en toe wisselt van grootte en samenstelling.
De basis bestaat meestal uit een bas, drums, gitaar en een piano.
Bandleden zijn onder anderen Timo Ellis, Tyler Woods en Parker Kindred. Joan zelf bespeelt de gitaar en keyboard. In 2009 heeft zij een uitgebreide tour gedaan met multi instrumentalist Timo Ellis, genaamd de "Interpretation Domination" tour, waar zij voornamelijk covers speelden van haar cd "Cover", die zij in eigen beheer heeft uitgegeven.

## Discografie

### Albums
| Album met eventuele hitnotering(en) in de Nederlandse Album Top 100 | Datum van verschijnen | Datum van binnenkomst | Hoogste positie | Aantal weken | Opmerkingen |
| ------------------------------------------------------------------- | --------------------- | --------------------- | --------------- | ------------ | ----------- |
| Real Life                                                           | 2006                  | 24-06-2006            | 63              | 8            |             |
| To Survive                                                          | 06-06-2008            | 14-06-2008            | 27              | 8            |             |
| Cover                                                               | 2009                  | -                     |                 |              |             |
| The Deep Field                                                      | 21-01-2011            | 29-01-2011            | 23              | 7            |             |
| The Classic                                                         | 07-03-2014            | 15-03-2014            | 32              | 3            |             |
| Damned Devotion                                                     | 09-02-2018            | 17-02-2018            | 84              | 1            |             |

| Album met hitnotering(en) in de Vlaamse Ultratop 200 albums | Datum van verschijnen | Datum van binnenkomst | Hoogste positie | Aantal weken | Opmerkingen |
| ----------------------------------------------------------- | --------------------- | --------------------- | --------------- | ------------ | ----------- |
| Real Life                                                   | 2006                  | 24-06-2006            | 40              | 24           |             |
| To Survive                                                  | 2008                  | 14-06-2008            | 10              | 13           |             |
| The Deep Field                                              | 2011                  | 29-01-2011            | 14              | 10           |             |
| The Classic                                                 | 2014                  | 15-03-2014            | 32              | 9            |             |
| Damned Devotion                                             | 2018                  | 17-02-2018            | 36              | 9            |             |

### Singles
| Single met hitnotering(en) in de Vlaamse Ultratop 50 | Datum van verschijnen | Datum van binnenkomst | Hoogste positie | Aantal weken | Opmerkingen |
| ---------------------------------------------------- | --------------------- | --------------------- | --------------- | ------------ | ----------- |
| The magic                                            | 27-12-2010            | 29-01-2011            | tip9            | -            |             |

### Ep's
- Joan as Police Woman - (2004 - Als cd)
- Joan as Police Woman - (27 februari 2006 - Als cd en lp)